# 380-talet

## Händelser
- 380 - Rock of Cashel byggs på Irland.
- 380 - Från detta år härrör de första tecknen på mänsklig närvaro på Påskön i Stilla havet.
- 380 - Gregorius Nazianzus beordrar att alla kända exemplar av Sapphos poesi skall brännas.
- 382 - Gratianus flyttar officiellt Västroms huvudstad från Rom till Milano.
- 389 -  Alla hedniska byggnader i Alexandria, inklusive biblioteket, förstörs på order av Theodosius.
- 389 - Theodosius I förbjuder dyrkan av gudinnan Vesta.

## Födda
- 384 – Honorius, kejsare av Västromerska riket.

## Avlidna
- 385 - Decimus Magnus Ausonius, romersk poet